# 1509
1509 (MDIX) je bilo navadno leto, ki se je po julijanskem koledarju začelo na ponedeljek.

## Dogodki
- 1. januar

## Rojstva
- 10. julij - Jean Calvin, francosko-švicarski reformator in teolog († 1564)
- - Bernardino Telesio, italijanski humanist in filozof († 1588)